# 다목적 헬리콥터
다목적 헬리콥터(多目的-)는 다양한 임무를 수행할 수 있는 다목적 헬리콥터를 말한다. 민간 및 군사 작전 모두에서 유용하게 작용하며, 다재다능함이 결정적 특성이다.

## 민간 임무
민간 분야에서 일반적으로 활용되는 분야로는 교통 감시, 의료 후송, 뉴스 보도, 수색 구조 임무, 공중 대피, 대기 및 수질 오염 제어, 긴급 화물 수송(혈액, 장기, 특수 장비 포함) 및 항공 소방 시 헬리탱커로도 사용되고 있다.

## 군사 작전
군사적 측면에서 다용도 헬리콥터는 병력 수송을 위해 설계된 항공기이지만, 다양한 전투 임무를 수행하는 데에도 다재다능하다. 이러한 임무에는 지휘통제, 물류, 사상자 후송 및 화력 지원 등이 포함된다.

## 같이 보기
- 지상 근접 경고 시스템